# SWEET SILENCE
「SWEET SILENCE」（スウィート・サイレンス）は1994年5月25日にリリースされたaccessの8枚目のシングル。発売元はファンハウス。

## 概要
3rdアルバム『DELICATE PLANET』と同時リリース。フジテレビ系『なるほど!ザ・ワールド』エンディングテーマとして起用され、24.1万枚のセールスを記録した。
タイトル曲は3rdアルバム『DELICATE PLANET』にリチャード・ジェームス・バージェス（Richard James Burgess）がミックスを手掛けたWest Side Mixとして収録されている。
本作品までは、前作品のインストゥルメンタルが収録されていたが、本作では前作「MISTY HEARTBREAK」のインストゥルメンタル・ヴァージョンは収録されていない。また、クレジット上は「作詞・作曲：AXS」と表記されているが、JASRACにはタイトル曲、カップリング曲ともに「作詞：井上秋緒、作曲：浅倉大介」と登録されている。

## 収録曲
※カッコ（）内は、JASRAC作品データベース検索サービスに登録されている作者
1. SWEET SILENCE
  - 作詞・作曲・編曲：AXS （作詞：井上秋緒、作曲：浅倉大介）
  - 「男女間の恋愛観」「男女の精神的な意味での融合」をテーマにしている[3]。
  - 間奏は12小節あるが、音符は6音しかない[3]。
  - ヴァーチャルアコースティック音源で出した古いアナログシンセサイザーの音色がある[3]。
  - 貴水はファルセットを初めて披露した。その他にも計4種類の歌い方を絡めた[3]。
2. DECADE & XXX
  - 作詞・作曲・編曲：AXS （作詞：井上秋緒、作曲：浅倉大介）
  - 当時「終了」宣言したTMNに対してのトリビュート的なメッセージが込められており、XXXは「Thanks, Good-Bye」と読む[4]。
  - 音色・メロディ・歌詞に「浅倉と小室哲哉の関係性」「TMゆかりの言葉」を込めている[5]。
  - 貴水は浅倉・TMのスタッフから聞いた、TM関連のエピソードを元に書いた[3]。
  - 「ELECTRIC PROPHET」の歌詞の一部を小室から許可をもらった上で引用した[3]。